# I. Johanna kasztíliai királynő
Johanna (Madrid, 1462. február 28. – Coimbra, 1530), ragadványneve: la Beltraneja (Beltran lánya), spanyolul: Juana la Beltraneja, portugálul: Joana de Trastâmara. Kasztília és León jog szerinti (de iure) királynője a nagynénje, I. Izabella ellenében a kasztíliai örökösödési háborúban (1474–1479). I. Miksa német-római császár elsőfokú unokatestvére.

## Élete
IV. Henrik kasztíliai királynak és Johanna portugál infánsnőnek, Eduárd portugál király lányának a lánya. A születése megosztotta a kasztíliai nemességet. A királyhű tábor örömmel üdvözölte az új trónörökös születését és elismerte a királyi pár törvényes gyermekének, míg a király politikájával szembenálló oldal kétségbe vonta a király apaságát. IV. Henrik első házasságát anyai ágon első unokatestvérével, Aragóniai Blankával, II. János aragóniai király és I. Blanka navarrai királynő idősebbik lányával a feleség érintetlensége miatt 13 év után 1453-ban, még a trónra lépése előtti évben felbontották, és az 1455-ben már uralkodóként kötött második házassága egy másik, szintén anyai ágon való első unokatestvérével, Portugáliai Johannával is hat évig terméketlennek bizonyult. 1461-ben azonban a királyné végre áldott állapotba került, és 1462. február 28-án egészséges leánygyermeknek adott életet. Az ellentábor a gyűlölt királyi kegyencet, Beltrán de la Cueva kasztíliai nemest nevezte meg az infánsnő valódi apjaként, ezért Johanna hercegnőt La Beltraneja néven emlegették, a király ennek ellenére elismerte törvényes lányának, és kinevezte Asztúria hercegnőjének, így a trón örökösévé nyilvánította. IV. Henrik legnagyobb politikai ellenfele anyai nagybátyja és korábbi apósa, II. János aragóniai király a lánya szerencsétlen sorsát kihasználva megkérdőjelezte Henrik férfiúi alkalmasságát, és erős propagandájával bedobta a köztudatba unokaöccse esetleges impotenciáját, melynek hatására Impotens Henrik néven vált mind a mai napig ismertté. Henrik sem maradt adós a válasszal, ő pedig volt feleségét, akivel jó viszonyban maradt, támogatta apja ellenében a navarrai trón megszerzésében, amely kiélezte a trónharcokat Navarrában és Katalóniában. Henrik ellenzéke a sárdobálásban utolérhetetlen módon elég mélyre süllyedt azzal, hogy megvádolta a királyát az impotencián kívül homoszexualitással, blaszfémiával, eretnekséggel és zsarnoksággal. Az impotencia valójában a homoszexualitás szinonimájává vált nála, hiszen Beltrán de la Cueva nemcsak a királyné szeretője lett volna, hanem a királyé is. „Don Beltrán de la Cueva nemcsak az inkább a saját neméhez vonzódó király kegyence volt, hanem a királyné szeretője is. Enrique először ragaszkodott az apaságához, és a Juanának keresztelt leányt trónörökösnek szándékozott nyilvánítani, de végül az ellene lázadó nemesek megtörték, akik Alfonso infáns trónörökössé nyilvánítását követelték. Röviddel ezután Enrique király visszavonta ezt, és két párt jött létre, az egy királyhű és egy az infánst támogató, amely polgárháborúra készülődött.” A király valójában ugyanúgy lehetett biszexuális is, mint ahogy Beltrán de la Cueva, így az apasága semmivel sem kevésbé gyengébb, mint Beltráné.
Johanna infánsnőt kézenfekvőnek tűnt összeházasítani 9 évvel idősebb nagybátyjával, Alfonz kasztíliai infánssal, de ez a terv meghiúsult, mikor az ellenzék királlyá kiáltotta ki XII. Alfonz néven 1465-ben bátyjával szemben. 1468-ban máig tisztázatlan körülmények között vesztette életét, mikor is Izabellát nyilvánították trónörökösnek. Ekkor került Izabella az érdeklődés középpontjába, aki titokban feleségül ment az aragón trónörököshöz, Ferdinándhoz, a Henrik ellenes propaganda vezetőjének, II. János aragóniai királynak a fiához, így a kasztíliai infánsból lett aragón király ezzel megvalósíthatónak látta álmát a kasztíliai trón megszerzésére fia és menye támogatásával.

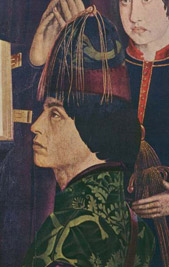
V. Alfonz portugál király (Nuño Gonçalez festménye, részlet)

Ezzel párhuzamosan Johanna infánsnő férjjelöltjeit is az aragón király ellenfelei között kereste Henrik király. Felmerült XI. Lajos francia király öccse, Károly, Guyenne hercege, de ő 1472-ben meghalt. A következő jelölt egy rivális aragón infáns, Szerencsés Henrik, Sogorb hercege, valamint V. Alfonz portugál király is jelentkezett kérőként.
1474-ben váratlanul meghalt Johanna kasztíliai hercegnő apja, IV. Henrik, és miközben Izabellát királlyá kiáltották ki rögtön, Johannát királynak ismerte el Burgos, León, Madrid, Toledo, Alcalá de Henares és Sevilla. Az ország két részre szakadt, és polgárháború kezdődött a két királynő hívei között. Johanna egyik férjjelöltje, Szerencsés Henrik visszalépett a házassági ajánlattól, miután 1475-ben a Cortes társuralkodónak ismerte el Izabella férjét, Aragóniai Ferdinándot, így Aragónia nyíltan Izabella mellé állt, de a portugál király megújította a házassági ajánlatát, formálisan feleségül vette Johanna királynőt, akit ezután Portugália királynéjaként is nyilvántartottak, és Portugália támogatta Johannát, ahonnan anyja is származott, aki 1475-ben meghalt. A polgárháború Johanna és portugál támogatói vereségével végződött, melyet az Alcáçovas–Toledo-i Egyezmény zárt le 1479. szeptember 4-én.
Johanna Portugáliában telepedett le, a portugál királlyal való, a csak képviselők útján megkötött házasságát nem erősítette meg, amely így nem teljesedett be, és később sem ment férjhez, hanem kolostorba vonult. Apjának, Henrik királynak a politikai toleranciáját, mely mindenfajta kisebbséget: vallási (zsidók, muszlimok), etnikai (mórok), szexuális (homoszexuálisok) megtűrt és elfogadott, felváltotta Izabella és Ferdinánd inkvizícióra épülő, másságot nem tűrő politikája (1480), mely a zsidók és a mórok 1492-es kiűzésben csúcsosodott ki.
Johanna nem fejtett ki politikai tevékenységet, és elutasította előbb az Izabella és Ferdinánd fiával, János infánssal való egybekelést, majd pedig 1504-ben a frissen megözvegyült Aragóniai Ferdinánd házassági ajánlatát is. Mindkét házassági ajánlat erősen megvilágítja, hogy Johanna törvénytelenné nyilvánítása mögött pusztán politikai okok álltak, és nem a valós tényeken alapultak azok a rágalmak, amelyek IV. Henrik apaságát vitatták. Henrik eltűrte felesége félrelépéseit, és viszonyát az uralkodóház egyik, nem királyi ágából származó tagjával, amely kapcsolatból gyermekek is születtek, két fiú, akiket viszont nem ismert el Henrik a sajátjainak, ami szintén azt valószínűsíti, hogy Johanna valóban a saját lánya lehetett.
Johanna portugál anyja révén közeli rokonságban állt mind I. Miksa német-római császárral, akivel első unokatestvérek voltak, mind pedig Miksa első feleségével, Burgundi Máriával, akinek pedig a másodfokú unokatestvére volt. Továbbá harmadfokú unokatestvéri viszony kötötte VII. Henrik angol királyhoz is. Johanna nem hagyott hátra utódokat, jogait pedig a portugál királyi házra ruházta.

## Külső hivatkozások
- MG/Heinrich IV König von Kastilien – 2014. május 13.
- FMG/Castile Kings – 2014. május 13.
- Euweb/Ivrea/Castile Kings Archiválva 2021. február 11-i dátummal a Wayback Machine-ben – 2014. május 13.

| Előző IV. Henrik | León királya 1474 – 1479 | Következő I. (Katolikus) Izabella V. (Katolikus) Ferdinánd |

| Előző uralkodó: IV. Henrik | Kasztília királynője 1474 – 1479 | Következő uralkodó: I. (Katolikus) Izabella V. (Katolikus) Ferdinánd |